# 우트가르다 로키

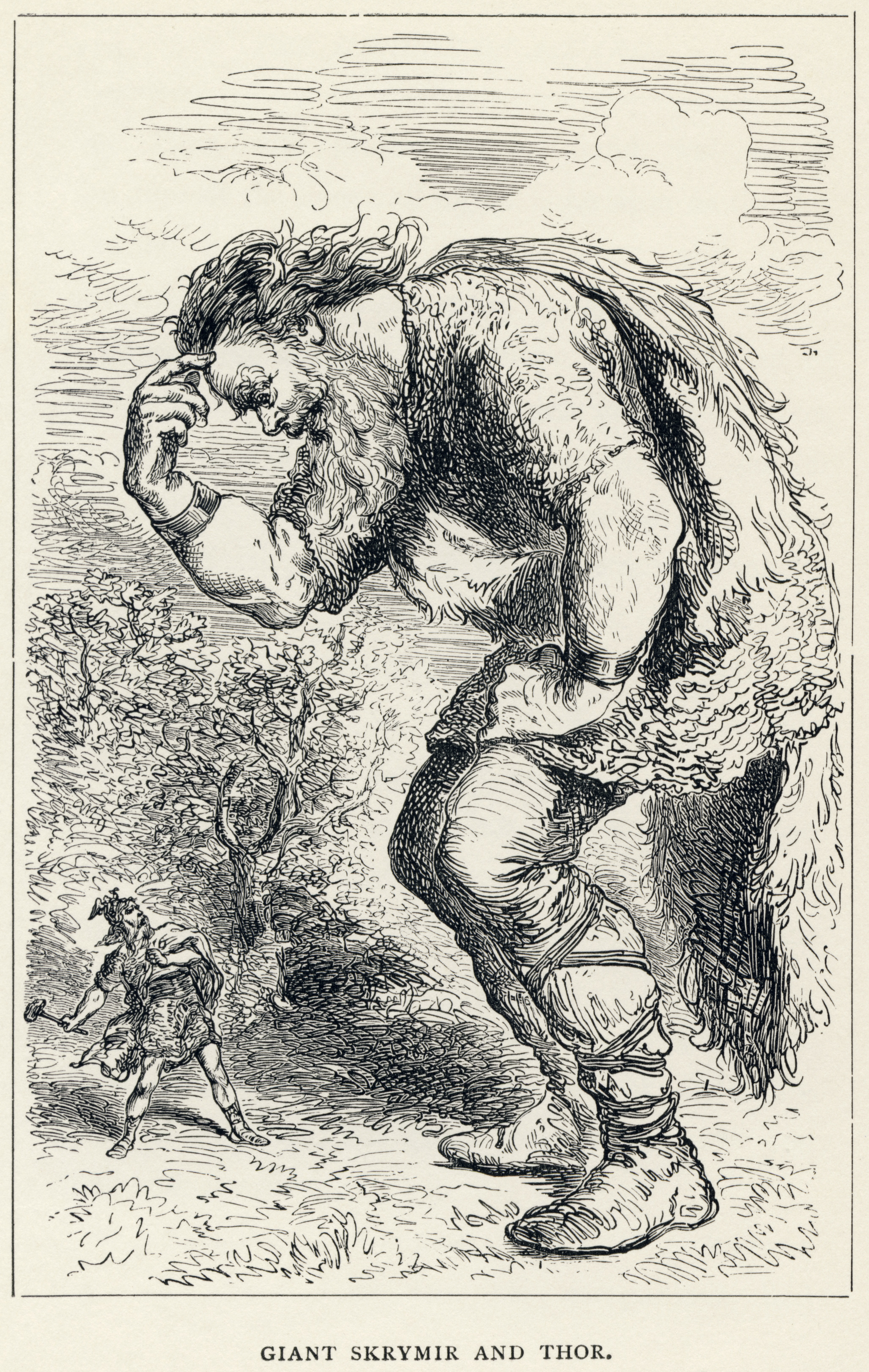
〈거인 스크뤼미르와 토르〉, 1891년 그림.

우트가르다 로키(고대 노르드어: Útgarða-Loki)는 북유럽 신화에서 요툰헤임에 있는 우트가르드를 지배하는 왕이다. 그는 요툰이며, 로키와는 다른 존재이다.